# Byernes kamp (bog)
Byernes kamp er en roman fra 2006, skrevet af Philip Reeve. Bogen er fjerde (og sidste) del af serien De rullende byer.

## Handling
I trækbyernes storhedstid var London både frygtet og beundret. Nu står byen tilbage som et ensomt, ødelagt vrag …
Tom Natsworthy og hans datter, Wren, flyver omkring på Fugleruten og prøver at glemme Hesters svigt og bedrag. Deres rejse fører dem til London, og her gør far og datter en enestående opdagelse: en hemmelighed, som kan vende op og ned på kampen mellem trækbyerne og de statiske byer.
Hester hjemsøges af fortidens spøgelser og må stå ansigt til ansigt med en fjende, der truer med at udrydde hele menneskeheden …